# Кузнецов Олексій Ігорович
Олексій Ігорович Кузнецов (рос. Алексей Игоревич Кузнецов; 1 лютого 1983, м. Усть-Каменогорськ, СРСР) — казахський хокеїст, воротар. Кандидат у майстри спорту.

## З життєпису
Вихованець хокейної школи «Торпедо» (Усть-Каменогорськ). Виступав за «Мостовик» (Курган), «Динамо-Енергія» (Єкатеринбург), «Сибір» (Новосибірськ), «Казцинк-Торпедо», «Сариарка» (Караганда), «Барис» (Астана), «Авангард» (Омськ).
У складі національної збірної Казахстану учасник чемпіонатів світу 2009 (дивізіон I), 2010 і 2011 (дивізіон I).
Досягнення
- Чемпіон Казахстану (2008)
- Срібний призер чемпіонату Росії (2012)

У 2012 році закінчив Вищу школу тренерів Сибірського державного університету фізичної культури та спорту.